# Festival di Berlino 2024

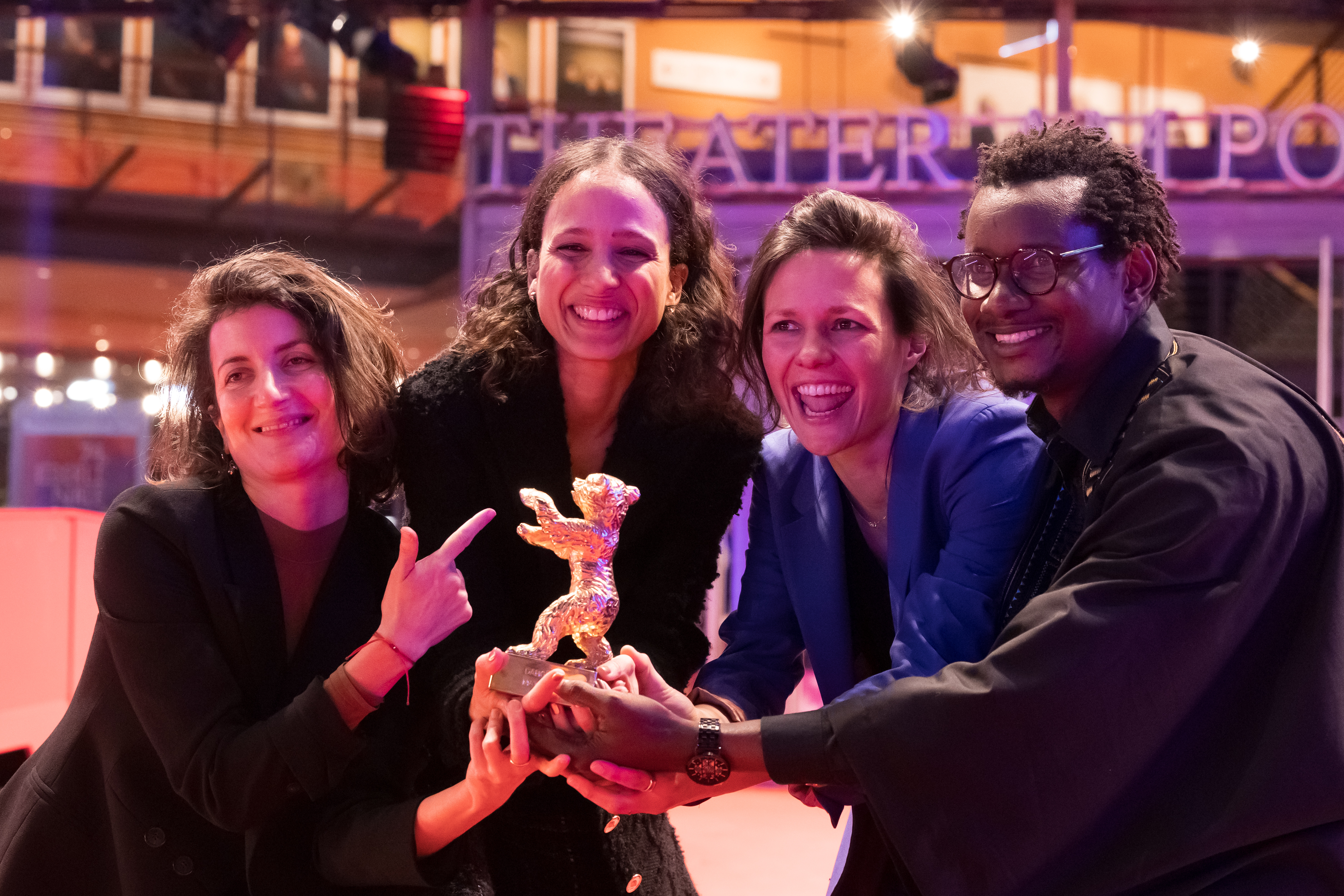
La vincitrice dell'Orso d'oro Mati Diop (seconda da sinistra) con le produttrici Judith Lou Lévy e Eve Robin e Fabacary Assymby Coly.

La 74ª edizione del Festival internazionale del cinema di Berlino si è svolta a Berlino dal 15 al 25 febbraio 2024, con lo Zoo Palast come sede principale. Alla direzione del festival sono stati per il quinto e ultimo anno Carlo Chatrian e Mariette Rissenbeek.
L'Orso d'oro è stato assegnato al film documentario Dahomey della regista francese Mati Diop.
L'Orso d'oro alla carriera è stato assegnato al regista, sceneggiatore e produttore Martin Scorsese, mentre la Berlinale Kamera è stata assegnata al regista e sceneggiatore Edgar Reitz.
Il festival è stato aperto dal film in concorso Small Things Like These di Tim Mielants.
La retrospettiva di questa edizione, intitolata "An Alternate Cinema - From the Deutsche Kinemathek Archives", è stata dedicata a film e documentari prodotti in Germania tra il 1960 e il 2000 e conservati dal museo del cinema e della televisione Deutsche Kinemathek.

## Giurie

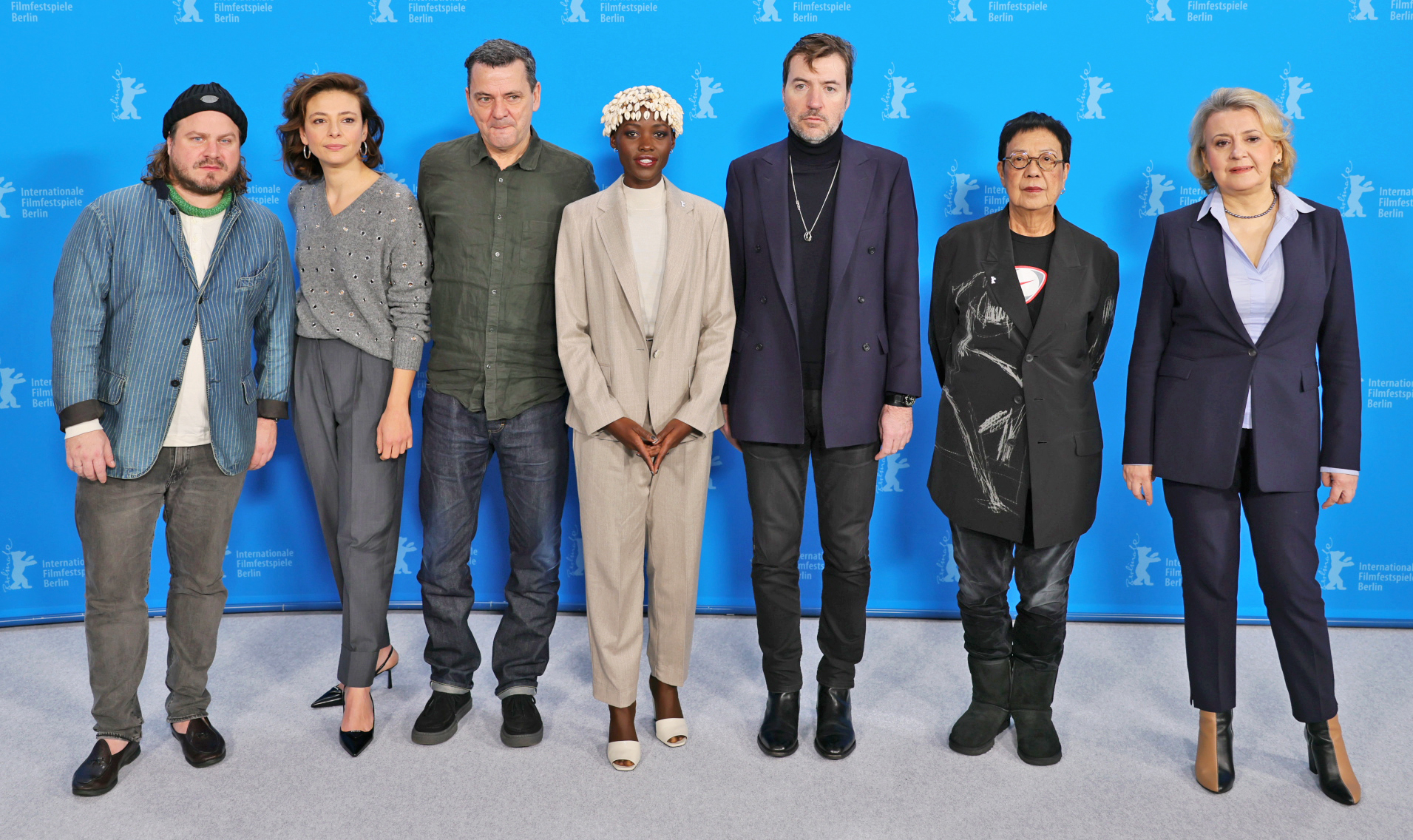
La giuria internazionale. Da sinistra: Brady Corbet, Jasmine Trinca, Christian Petzold, Lupita Nyong'o, Albert Serra, Ann Hui e Oksana Zabužko.

### Giuria internazionale
- Lupita Nyong'o, attrice (Kenya) - Presidente di giuria[10]
- Brady Corbet, attore (Stati Uniti)
- Ann Hui, regista, attrice e produttrice (Hong Kong)
- Christian Petzold, regista e sceneggiatore (Germania)
- Albert Serra, regista, sceneggiatrice, montatore e produttore (Spagna)
- Jasmine Trinca, attrice (Italia)
- Oksana Zabužko, scrittrice e poetessa (Ucraina)

### Giuria "Encounters"
- Lisandro Alonso, regista, sceneggiatore e produttore (Argentina)[11]
- Denis Côté, regista, sceneggiatore e produttore (Canada)
- Tizza Covi, regista e sceneggiatore (Italia)

### Giuria "Opera prima"
- Eliza Hittman, regista, sceneggiatrice e produttrice (Stati Uniti)[12]
- Andréa Picard, curatrice del Toronto International Film Festival (Canada)
- Katrin Pors, produttrice (Danimarca)

### Giuria "Documentari"
- Abbas Fahdel, regista, sceneggiatore e critico cinematografico (Francia)[13]
- Thomas Heise, documentarista (Germania)
- Véréna Paravel, antropologa e artista multimediale (Francia)

### Giuria "Cortometraggi"
- Ilker Çatak, regista e sceneggiatore (Germania)[14]
- Xabier Erkizia, artista sonoro (Spagna)
- Jennifer Reeder, regista e sceneggiatrice (Stati Uniti)

### Giurie "Generation"

#### Kinderjury/Jugendjury
Gli Orsi di cristallo sono stati assegnati da due giurie nazionali, la Kinderjury per la sezione "Kplus" e la Jugendjury per la sezione "14plus", composte rispettivamente da sette membri di 11-14 anni e cinque membri di 14-18 anni selezionati dalla direzione del festival attraverso questionari inviati l'anno precedente.

#### Giurie internazionali
Nelle sezioni "Kplus" e  "14plus", il Grand Prix e lo Special Prize sono stati assegnati da una giuria internazionale composta dal regista Amjad Abu Alala (Sudan), l'attrice Banafshe Hourmazdi (Germania) e il regista, sceneggiatore e produttore Ira Sachs (Stati Uniti).

## Selezione ufficiale

### In concorso
- Another End, regia di Piero Messina (Italia)
- Architecton, regia di Viktor Kosakovskij (Germania, Francia)
- Black Tea, regia di Abderrahmane Sissako (Francia, Mauritania, Lussemburgo, Taiwan, Costa d'Avorio)
- La cocina, regia di Alonso Ruizpalacios (Messico, Stati Uniti)
- Dahomey, regia di Mati Diop (Francia, Senegal, Benin)
- A Different Man, regia di Aaron Schimberg (Stati Uniti)
- Gloria!, regia di Margherita Vicario (Italia, Svizzera)
- Hors du temps, regia di Olivier Assayas (Francia)
- L'impero (L'Empire), regia di Bruno Dumont (Francia, Italia, Germania, Belgio, Portogallo)
- Berlino, estate '42 (In Liebe, Eure Hilde), regia di Andreas Dresen (Germania)
- Langue étrangère, regia di Claire Burger (Francia, Germania, Belgio)
- Māʾ al-ʿayn, regia di Meryam Joobeur (Tunisia, Francia, Canada, Norvegia, Qatar, Arabia Saudita)
- Il mio giardino persiano (Keyk-e mahbub-e man), regia di Maryam Moghaddam e Behtash Sanaeeha (Iran, Francia, Svezia, Germania)
- Pepe, regia di Nelson Carlo de los Santos Arias (Repubblica Dominicana, Namibia, Germania, Francia)
- Piccole cose come queste (Small Things Like These), regia di Tim Mielants (Irlanda, Belgio)
- Shambhala, regia di Min Bahadur Bham (Nepal, Francia, Norvegia, Hong Kong, Turchia, Taiwan, Stati Uniti, Qatar)
- Sterben, regia di Matthias Glasner (Germania)
- Des Teufels Bad, regia di Veronika Franz e Severin Fiala (Austria, Germania)
- Una viaggiatrice a Seoul (Yeohaengja-ui pir-yo), regia di Hong Sang-soo (Corea del Sud)
- Vogter, regia di Gustav Möller (Danimarca, Svezia)

### Berlinale Special
- August My Heaven, regia di Riho Kudo (Giappone)
- Averroès & Rosa Parks, regia di Nicolas Philibert (Francia)
- Chime, regia di Kiyoshi Kurosawa (Giappone)
- Elf Mal Morgen: Berlinale Meets Fußball, film collettivo (Germania)
- exergue – on documenta 14, regia di Dimitris Athiridis (Grecia)
- Filmstunde 23, regia di Jörg Adolph e Edgar Reitz (Germania)
- Hako Otoko, regia di Gakuryū Ishii (Giappone)
- Das leere Grab, regia di Agnes Lisa Wegner e Cece Mlay (Germania, Tanzania)
- Made in England: The Films of Powell and Pressburger, regia di David Hinton (Regno Unito)
- Sasquatch Sunset, regia di David e Nathan Zellner (Stati Uniti)
- Shikun, regia di Amos Gitai (Israele, Francia, Svizzera)
- Turn in the Wound, regia di Abel Ferrara (Regno Unito, Germania, Italia, Stati Uniti)
- Wu Suo Zhu, regia di Tsai Ming-liang (Taiwan, Stati Uniti)

#### Berlinale Special Gala
- Beom-Joe-do-si 4, regia di Heo Myeong-haeng (Corea del Sud)
- Cuckoo, regia di Tilman Singer (Germania, Stati Uniti)
- Love Lies Bleedin, regia di Rose Glass (Stati Uniti, Regno Unito)
- L'ultima danza di Salomè (Seven Veils), regia di Atom Egoyan (Canada)
- Spaceman, regia di Johan Renck (Stati Uniti)
- The Stranger's Case, regia di Brandt Andersen (Giordania)
- Treasure, regia di Julia von Heinz (Germania, Francia)

#### Berlinale Series
- Dostoevskij, regia di Damiano e Fabio D'Innocenzo (Italia)
- Supersex, regia di Matteo Rovere, Francesco Carrozzini e Francesca Mazzoleni (Italia)

### Encounters
- Arcadia, regia di Yorgos Zois (Grecia, Bulgaria, Stati Uniti)
- Cidade; Campo, regia di Juliana Rojas (Brasile, Germania, Francia)
- Demba, regia di Mamadou Dia (Senegal, Germania)
- Direct Action, regia di Guillaume Cailleau e Ben Russell (Germania, Francia)
- Dormir de olhos abertos, regia di Nele Wohlatz (Brasile, Taiwan, Argentina, Germania)
- The Fable, regia di Raam Reddy (India, Stati Uniti)
- Une famille, regia di Christine Angot (Francia)
- Favoriten, regia di Ruth Beckermann (Austria)
- Ivo, regia di Eva Trobisch (Germania)
- Khamyazeye bozorg, regia di Aliyar Rasti (Iran)
- Kong fang jian li de nv ren, regia di Qiu Yang (Cina, Stati Uniti, Francia, Singapore)
- Mãos no fogo, regia di Margarida Gil (Portogallo)
- Matt and Mara, regia di Kazik Radwanski (Canada)
- Through the Graves the Wind is Blowing, regia di Travis Wilkerson (Stati Uniti)
- Tú me abrasas, regia di Matías Piñeiro (Argentina, Spagna)

### Cortometraggi
- Adieu tortue, regia di Selin Öksüzoğlu (Francia)
- Al sol, lejos del centro, regia di Luciana Merino e Pascal Viveros (Cile)
- Les animaux vont mieux, regia di Nathan Ghali (Francia)
- Circle, regia di Joung Yumi (Corea del Sud)
- City of Poets, regia di Sara Rajaei (Paesi Bassi)
- Jing guo, regia di Shuli Huang (Stati Uniti)
- Kaalkapje, regia di Marthe Peters (Belgio)
- Kawauso, regia di Akihito Izuhara (Giappone)
- The Moon Also Rises, regia di Yuyan Wang (Francia)
- Un movimiento extraño, regia di Francisco Lezama (Argentina)
- Oiseau de passage, regia di Victor Dupuis (Belgio)
- Pacific Vein, regia di Ulu Braun (Germania)
- Preoperational Model, regia di Philip Ullman (Paesi Bassi)
- Re tian wu hou, regia di Wenqian Zhang (Cina)
- Shi ri fang gu, regia di Lin Yihan (Cina)
- Stadtmuseum/Moi Rai, regia di Boris Dewjatkin (Germania)
- Tako Tsubo, regia di Fanny Sorgo e Eva Pedroza (Austria, Germania)
- That's All From Me, regia di Eva Könnemann (Germania)
- Ungewollte Verwandtschaft, regia di Pavel Mozhar (Germania)
- We Will Not Be the Last of Our Kind, regia di Mili Pecherer (Francia)

### Panorama
- Alle die Du bist, regia di Michael Fetter Nathansky (Germania, Spagna)
- All Shall Be Well, regia di Ray Yeung (Hong Kong, Cina)
- Andrea lässt sich scheiden, regia di Josef Hader (Austria)
- Betânia, regia di Marcelo Botta (Brasile)
- Between the Temples, regia di Nathan Silver (Stati Uniti)
- Crossing, regia di Levan Akin (Stati Uniti)
- Cu Li Không Bao Giờ Khóc, regia di Phạm Ngọc Lân (Vietnam, Singapore, Francia, Filippine, Norvegia)
- Faruk, regia di Aslı Özge (Germania, Turchia, Francia)
- Les gens d'à côté, regia di André Téchiné (Francia)
- I Saw the TV Glow, regia di Jane Schoenbrun (Stati Uniti)
- Janet Planet, regia di Annie Baker (Stati Uniti, Regno Unito)
- Breve storia di una famiglia (Jia ting jian shi), regia di Lin Jianjie (Cina, Francia, Danimarca, Qatar)
- Memorias de un cuerpo que arde, regia di Antonella Sudasassi Furniss (Costa Rica, Spagna)
- The Outrun, regia di Nora Fingscheidt (Regno Unito, Germania)
- Les Paradis de Diane, regia di Carmen Jaquier e Jan Gassmann (Svizzera)
- Pendant ce temps sur Terre, regia di Jérémy Clapin (Francia)
- Sex, regia di Dag Johan Haugerud (Norvegia)
- Verbrannte Erde, regia di Thomas Arslan (Germania)
- The Visitor, regia di Bruce LaBruce (Regno Unito)
- Yo vi tres luces negras, regia di Santiago Lozano Álvarez (Colombia, Francia, Messico, Germania)
- Zeit Verbrechen, regia di Mariko Minoguchi, Jan Bonny, Helene Hegemann e Faraz Shariat (Germania) – Miniserie

#### Panorama Dokumente
- Afterwar, regia di Birgitte Stærmose (Danimarca, Kosovo, Svezia, Finlandia)
- À quand l’Afrique?, regia di David-Pierre Fila (Repubblica del Congo, Angola, Camerun)
- Baldiga – Entsichertes Herz, regia di Markus Stein (Germania)
- A Bit of a Stranger, regia di Svitlana Lishchynska (Ucraina)
- Diaries from Lebanon, regia di Myriam El Hajj (Libano, Francia, Qatar, Arabia Saudita)
- Ještě nejsem, kým chci být, regia di Klára Tasovská (Repubblica Ceca, Slovacchia, Austria)
- No Other Land, regia di Basel Adra, Hamdan Ballal, Yuval Abraham e Rachel Szor (Palestina, Norvegia)
- Sayyareye dozdide shodeye man, regia di Farahnaz Sharifi (Germania, Iran)
- Teaches of Peaches, regia di Philipp Fussenegger e Judy Landkammer (Germania)
- Tongo Saa, regia di Nelson Makengo (Repubblica Democratica del Congo, Belgio, Germania, Burkina Faso, Qatar)

### Forum

#### Programma principale
- Il cassetto segreto, regia di Costanza Quatriglio (Italia, Svizzera)
- Chroniques fidèles survenues au siècle dernier à l'hôpital psychiatrique Blida-Joinville, au temps où le Docteur Frantz Fanon était chef de la cinquième division entre 1953 et 1956, regia di Abdenour Zahzah (Algeria, Francia)
- Gokogu no Neko, regia di Kazuhiro Soda (Giappone)
- Henry Fonda for President, regia di Alexander Horwath (Austria, Germania)
- La hojarasca, regia di Macu Machín (Spagna)
- L'homme-vertige, regia di Malaury Eloi Paisley (Francia)
- The Human Hibernation, regia di Anna Cornudella Castro (Spagna)
- Ihre ergebenste Fräulein, regia di Eva C. Heldmann (Germania)
- Intercepted, regia di Oksana Karpovych (Canada, Francia, Ucraina)
- In the Belly of a Tiger, regia di Siddartha Jatla (India, Stati Uniti, Cina, Indonesia, Taiwan)
- Kottukkaali, regia di Vinothraj PS (India)
- Marijas klusums, regia di Dāvis Sīmanis (Lettonia, Lituania)
- Mit einem Tiger schlafen, regia di Anja Salomonowitz (Austria)
- As noites ainda cheiram á pôlvora, regia di Inadelso Cossa (Mozambico, Germania, Francia, Portogallo, Paesi Bassi, Norvegia)
- Oasis, regia di Tamara Uribe e Felipe Morgado (Cile)
- Oasis of Now, regia di Chee Sum Chia (Malesia, Singapore, Francia)
- Pa-myo, regia di Jang Jae-hyun (Corea del Sud)
- La piel en primavera, regia di Yennifer Uribe Alzate (Colombia, Cile)
- Reas, regia di Lola Arias (Argentina, Germania, Svizzera)
- Redaktsiya, regia di Roman Bondarchuk (Ucraina, Germania, Slovacchia, Repubblica Ceca)
- Reproduktion, regia di Katharina Pethke (Germania)
- Republic, regia di Jin Jiang (Singapore, Cina)
- Resonance Spiral, regia di Marinho de Pina e Filipa César (Portogallo, Guinea-Bissau, Germania)
- Săptămâna Mare, regia di Andrei Cohn (Romania, Svizzera)
- Shahid, regia di Narges Kalhor (Germania)
- Spuren von Bewegung vor dem Eis, regia di René Frölke (Germania)
- Der unsichtbare Zoo, regia di Romuald Karmakar (Germania)
- Was hast du gestern geträumt, Parajanov?, regia di Faraz Fesharaki (Germania)
- The Wrong Movie, regia di Keren Cytter (Stati Uniti, Belgio)
- Yoake no subete, regia di Shō Miyake (Giappone)

#### Forum Special
- Art Education, regia di Maria Lassnig (Austria, Stati Uniti)
- Baroque Statues, regia di Maria Lassnig (Austria, Stati Uniti)
- Chairs, regia di Maria Lassnig (Austria, Stati Uniti)
- Couples, regia di Maria Lassnig (Austria, Stati Uniti)
- Deda-Shvili an rame ar aris arasodes bolomde bneli, regia di Lana Gogoberidze (Georgia, Francia)
- Diese Tage in Terezín, regia di Sibylle Schönemann (Germania, Repubblica Ceca)
- Doesarananeun moksori, regia di Park Soo-nam e Park Maeui (Giappone, Corea del Sud)
- Encounter, regia di Maria Lassnig (Austria, Stati Uniti)
- Iris, regia di Maria Lassnig (Austria, Stati Uniti)
- Kaddu Beykat, regia di Safi Faye (Senegal)
- Maria Lassnig Kantate, regia di Maria Lassnig e Hubert Sielecki (Austria)
- Palmistry, regia di Maria Lassnig (Austria, Stati Uniti)
- Selfportrait, regia di Maria Lassnig (Austria, Stati Uniti)
- Shapes, regia di Maria Lassnig (Austria, Stati Uniti)
- Techqua Ikachi, Land – mein Leben, regia di Anka Schmid, James Danaqyumptewa e Agnes Barmettler (Germania, Svizzera)

### Forum Expanded
- barrunto, regia di Emilia Beatriz (Regno Unito, Porto Rico)
- CERTAIN WINDS FROM THE SOUTH, regia di Eric Gyamfi (Ghana)
- Death Mask, regia di John Greyson (Canada)
- detours while speaking of monsters, regia di Deniz Şimşek (Germania, Turchia)
- for here am i sitting in a tin can far above the world, regia di Gala Hernández López (Francia)
- Grandmamauntsistercat, regia di Zuza Banasińska (Paesi Bassi, Polonia)
- Here We Are, regia di Chanasorn Chaikitiporn (Thailandia)
- hold on to her, regia di Robin Vanbesien (Belgio)
- I Don't Want to Be Just a Memory, regia di Sarnt Utamachote (Germania)
- In Praise of Slowness, regia di Hicham Gardaf (Regno Unito, Italia)
- Myanmar Anatomy, regia di Prapat Jiwarangsan (Emirati Arabi Uniti, Thailandia)
- Nanacatepec, regia di Elena Pardo e Azucena Losana (Messico, Spagna)
- O Seeker, regia di Gavati Wad (Stati Uniti, India)
- The Perfect Square, regia di Gernot Wieland (Germania, Belgio)
- The Periphery of the Base, regia di Zhou Tao (Cina)
- QUEBRANTE, regia di Janaina Wagner (Brasile)
- Remote Occlusions, regia di Utkarsh (India, Stati Uniti)
- Room 404, regia di Elysa Wendi e Wai Shing Lee (Polonia, Hong Kong)
- Sarcophagus of Drunken Loves, regia di Joana Hadjithomas e Khalil Joreige (Francia, Libano)

### Generation

#### Generation Kplus
- Fox and Hare Save the Forest, regia di Mascha Halberstad (Paesi Bassi, Belgio, Lussemburgo)
- It's Okay!, regia di Kim Hye-young (Corea del Sud)
- Raíz (Through Rocks and Clouds), regia di Franco García Becerra (Perù, Cile)
- Reinas, regia di Klaudia Reynicke (Svizzera, Spagna, Perù)
- Sieger sein, regia di Soleen Yusef (Germania)
- Los tonos mayores, regia di Ingrid Pokropek (Argentina, Spagna)
- Wo Tu, regia di Wang Xiaoshuai (Cina, Paesi Bassi)
- Young Hearts, regia di Anthony Schatteman (Belgio, Paesi Bassi)

##### Cortometraggi
- Aguacuario, regia di Jose Eduardo Castilla Ponce (Messico)
- Anaar Daana, regia di Nishi Dugar (India)
- Beurk!, regia di Loïc Espuche (Francia)
- Goosfand, regia di Hadi Babaeifar (Iran)
- Papillon, regia di Florence Miailhe (Francia)
- Porzellan, regia di Annika Birgel (Germania)
- Sukoun, regia di Dina Naser (Giordania, Egitto, Palestina)
- A Summer's End Poem, regia di Lam Can-zhao (Cina, Svizzera, Malesia)
- Uli, regia di Mariana Gil Ríos (Colombia)

#### Generation 14plus
- Comme le feu, regia di Philippe Lesage (Canada, Francia)
- Disco Afrika: une histoire malgache, regia di Luck Razanajaona (Francia, Madagascar, Germania, Mauritius, Sudafrica, Qatar)
- Ellbogen, regia di Aslı Özarslan (Germania, Turchia, Francia)
- Huling Palabas, regia di Ryan Machado (Filippine)
- Kai Shi De Qiang, regia di Qu Youjia (Cina)
- Last Swim, regia di Sasha Nathwani (Regno Unito)
- Maydegol, regia di Sarvnaz Alambeigi (Ira, Germania, Francia)
- Quell'estate con Irène, regia di Carlo Sironi (Italia, Francia)
- Xiao Ban Jie, regia di Liu Yaonan (Francia, Hong Kong, Germania, Belgio)

##### Cortometraggi
- Cura sana, regia di Lucía G. Romero (Spagna)
- The Girl Who Lived in the Loo, regia di Subarna Dash (India)
- Un invincible été, regia di Arnaud Dufeys (Belgio)
- Lapso, regia di Caroline Cavalcanti (Brasile)
- Muna, regia di Warda Mohamed (Regno Unito)
- Obraza, regia di Gleb Osatinski (Stati Uniti, Lituania)
- Un pájaro voló, regia di Leinad Pájaro De la Hoz (Colombia, Cuba)
- Songs of Love and Hate, regia di Saurav Ghimire (Nepal)

### Retrospettiva
- Banale Tage, regia di Peter Welz (Germania)
- Chapeau Claque, regia di Ulrich Schamoni (Germania Ovest)
- Dark Spring, regia di Ingemo Engström (Germania Ovest)
- Denk bloß nicht, ich heule, regia di Frank Vogel (Germania Est)
- Das deutsche Kettensägenmassaker, regia di Christoph Schlingensief (Germania)
- Die Deutschen und ihre Männer - Bericht aus Bonn, regia di Helke Sander (Germania Ovest)
- Die endlose Nacht, regia di Will Tremper (Germania Ovest)
- Engel aus Eisen, regia di Thomas Brasch (Germania Ovest)
- Fegefeuer, regia di Haro Senft (Germania Ovest)
- Herzsprung, regia di Helke Misselwitz (Germania)
- Ich, regia di Bettina Flitner (Germania Ovest)
- Im Land meiner Eltern, regia di Jeanine Meerapfel (Germania Ovest)
- Jesus - Der Film, regia di Michael Brynntrup (Germania Ovest)
- Kismet, Kismet, regia di Ismet Elçi (Germania Ovest)
- Der kleine Godard. An das Kuratorium Junger Deutscher Film, regia di Hellmuth Costard (Germania Ovest)
- Leuchtkraft der Ziege – Eine Naturerscheinung, regia di Jochen Krausser (Germania Est)
- Macumb, regia di Elfi Mikesch (Germania Ovest)
- Nicht nichts ohne Dich, regia di Pia Frankenberg (Germania Ovest)
- Shirins Hochzeit, regia di Helma Sanders-Brahms (Germania Ovest)
- Supermarkt, regia di Roland Klick (Germania Ovest)
- Tobby, regia di Hansjürgen Pohland (Germania Ovest)
- Unsichtbare Tage oder Die Legende von den weißen Krokodilen, regia di Eva Hiller (Germania)
- Zwei unter Millionen, regia di Victor Vicas e Wieland Liebske (Germania Ovest)

#### Berlinale Classics
- Battaglia nel cielo (Batalla en el cielo), regia di Carlos Reygadas (Messico)
- Due sorelle (Kohlhiesels Töchter), regia di Ernst Lubitsch (Germania)
- Fuori orario (After Hours), regia di Martin Scorsese (Stati Uniti)
- Il giorno della locusta (The Day of the Locust), regia di John Schlesinger (Stati Uniti)
- Godzilla (Gojira), regia di Ishirō Honda (Giappone)
- Il gusto dell'anguria (Tiān biān yi duǒyún ), regia di Tsai Ming-liang (Taiwan, Francia)
- In fretta in fretta (Deprisa, deprisa), regia di Carlos Saura (Spagna, Francia)
- Il principe consorte (The Love Parade), regia di Ernst Lubitsch (Stati Uniti)
- Reifezeit, regia di Sohrab Shahid-Saless (Germania Ovest)
- Sacrificio (Offret), regia di Andrej Tarkovskij (Svezia, Regno Unito, Francia)

#### Homage
- The Departed - Il bene e il male (The Departed), regia di Martin Scorsese (Stati Uniti)

## Premi

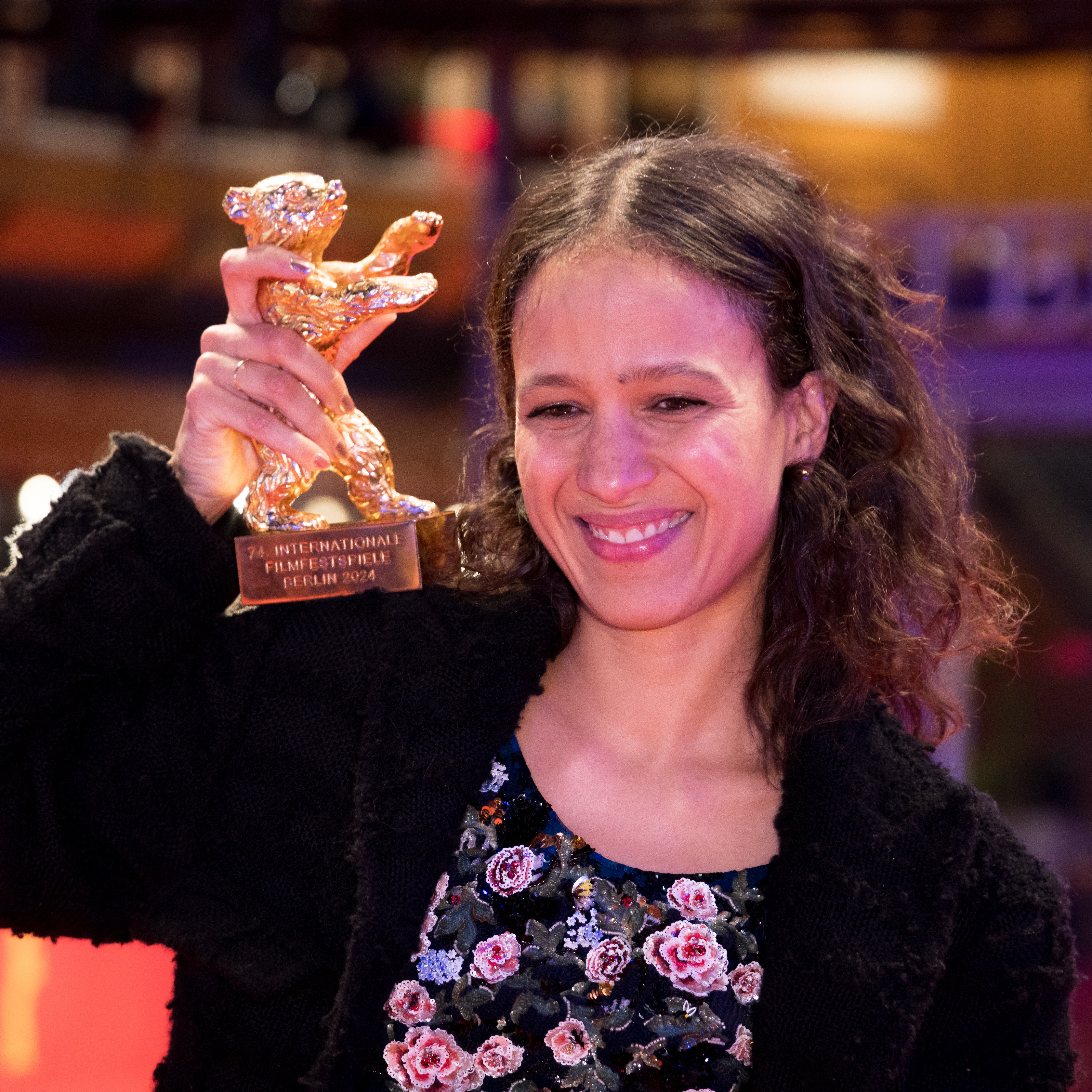
Mati Diop, vincitrice dell'Orso d'oro per Dahomey

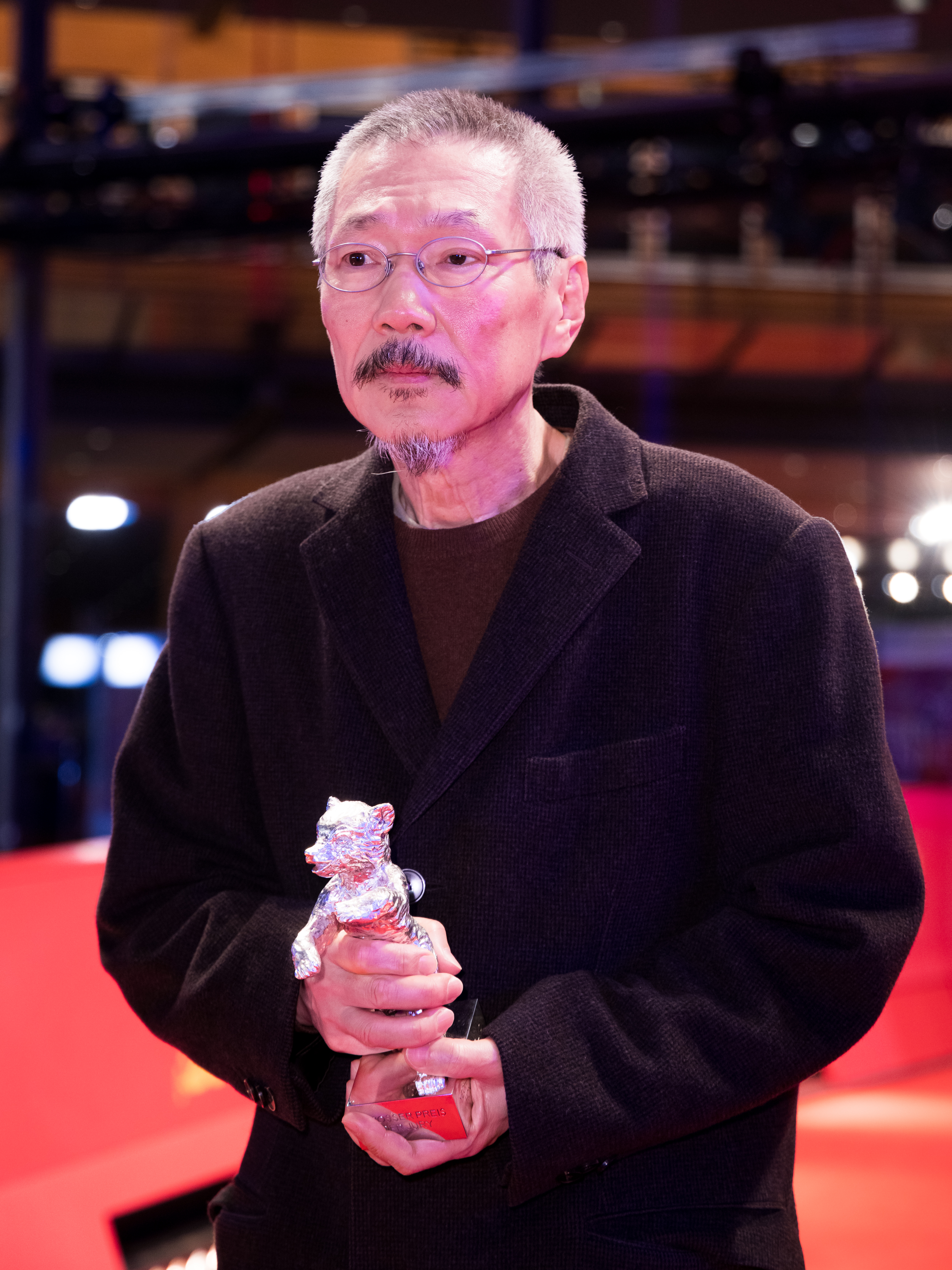
Hong Sang-soo, vincitore del Gran premio della giuria per Una viaggiatrice a Seoul

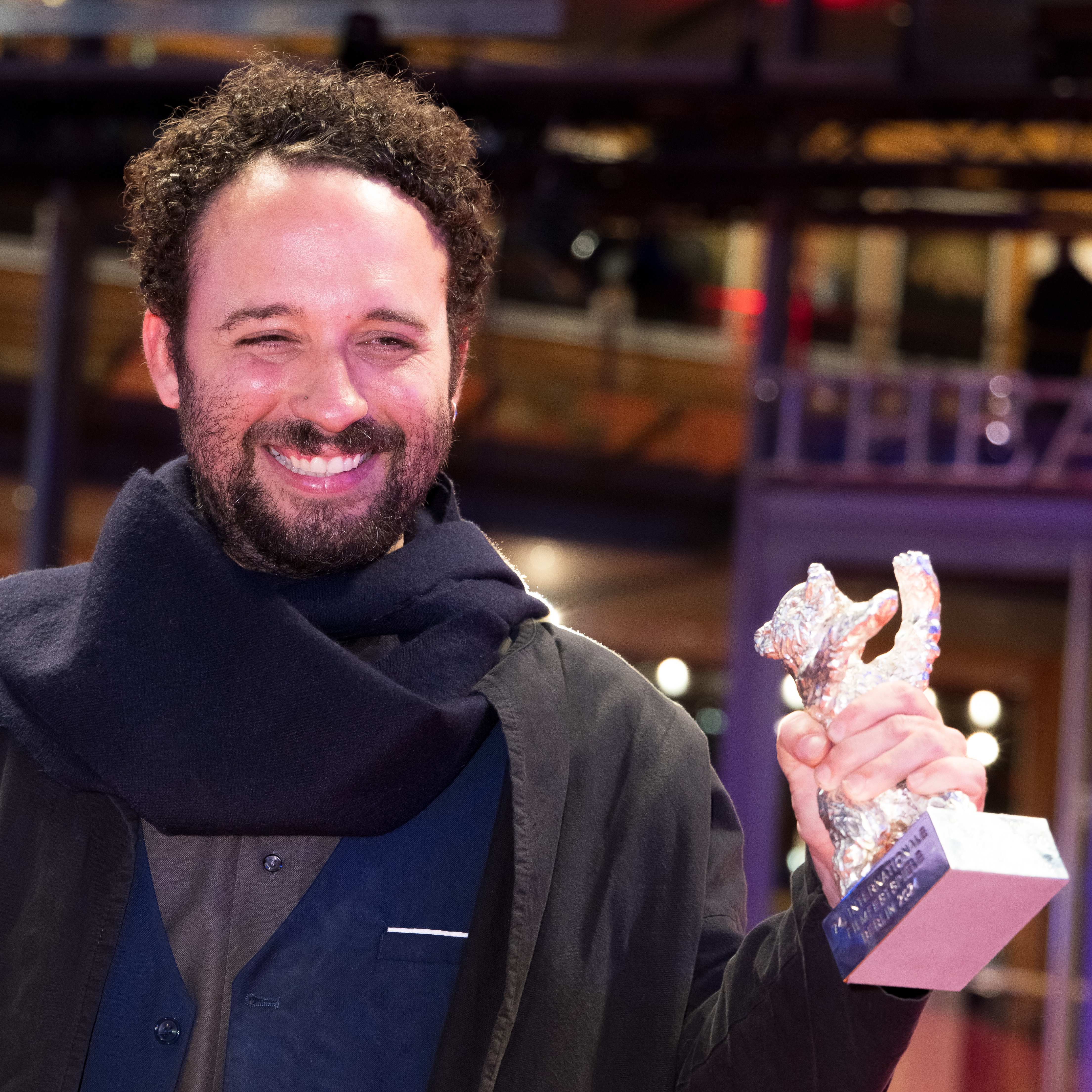
Nelson Carlos De Los Santos Arias, miglior regista per Pepe

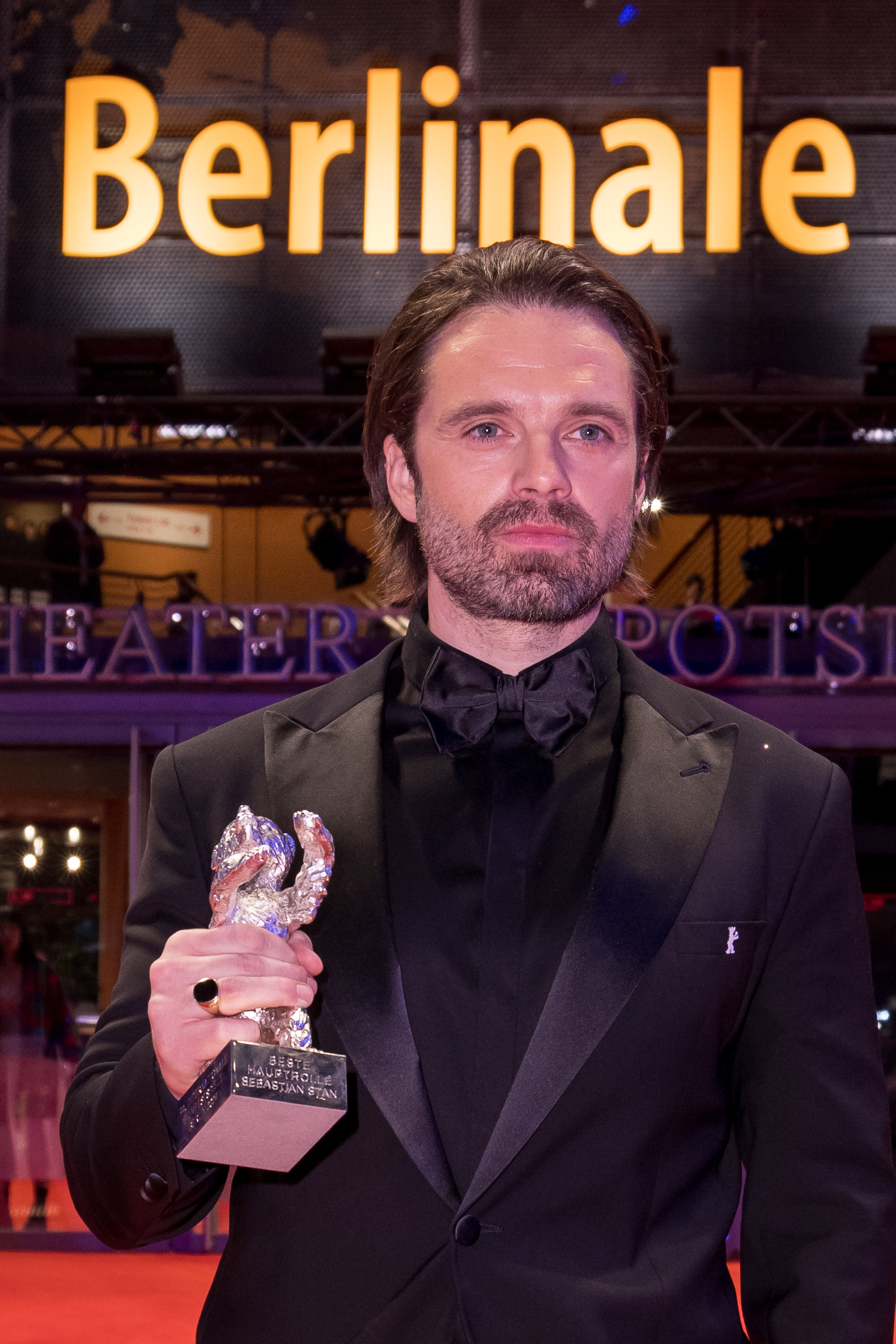
Sebastian Stan, migliore interpretazione (protagonista) per A Different Man

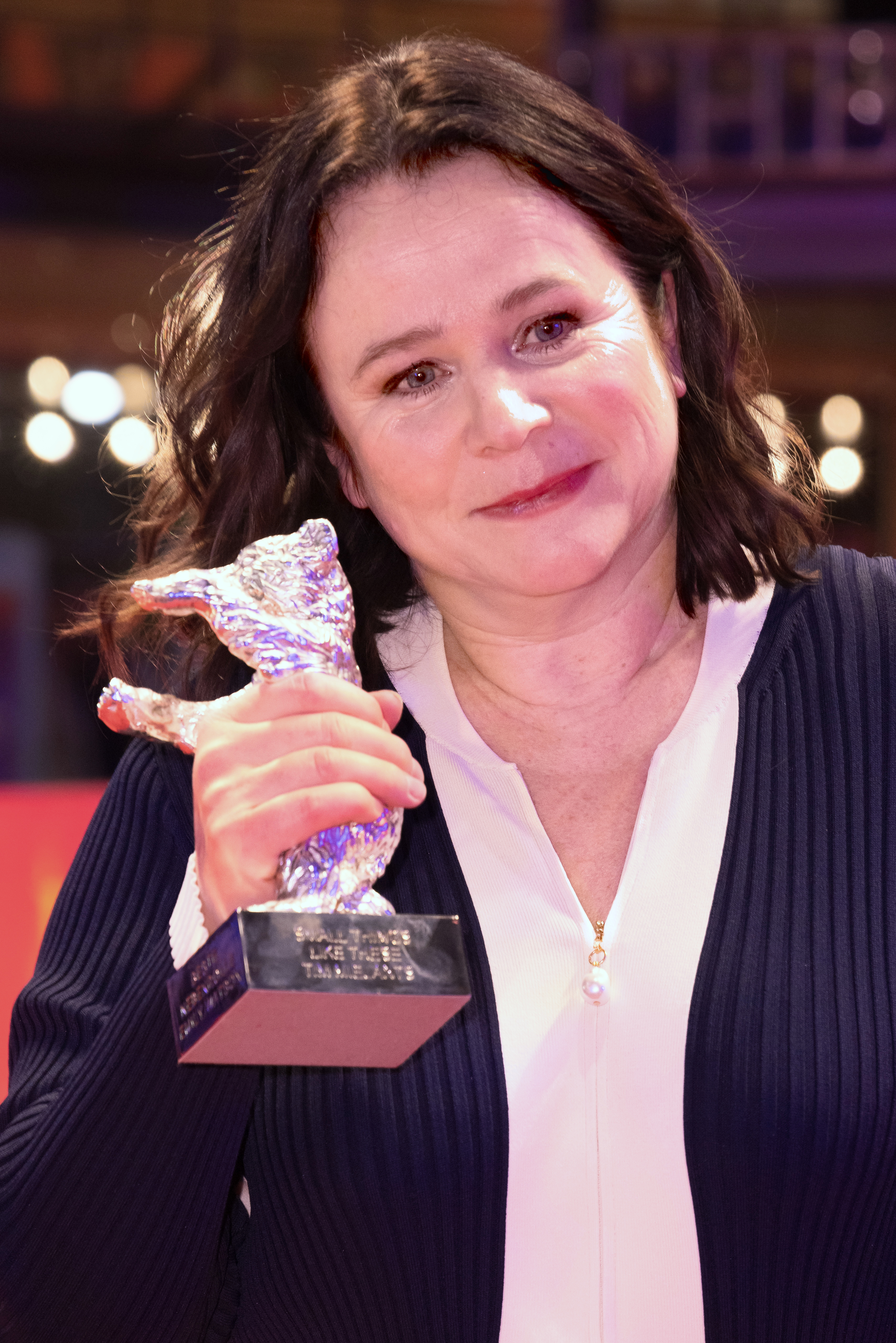
Emily Watson, migliore interpretazione (non protagonista) per Small Things Like These

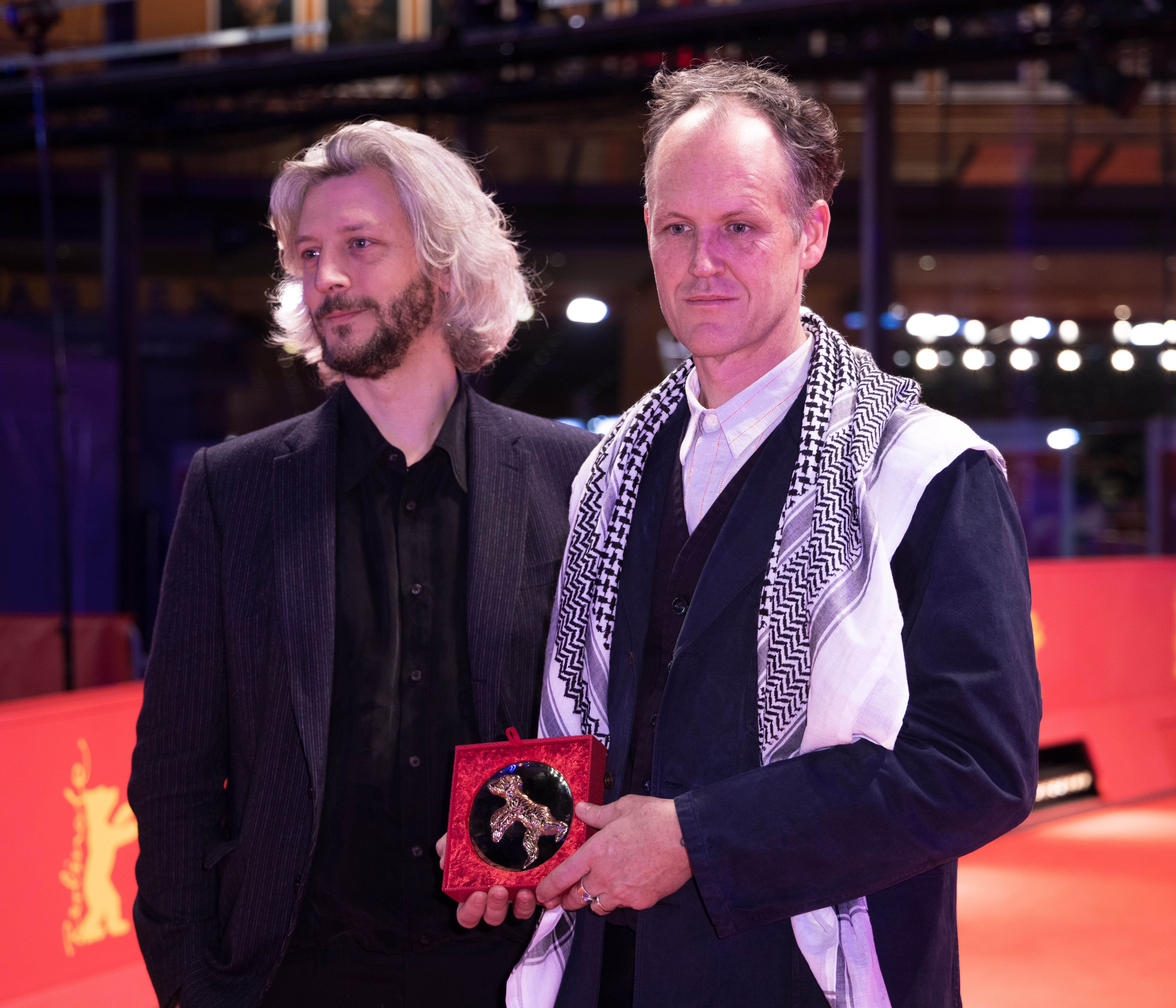
Guillaume Cailleau e Ben Russell, registi del miglior film (Direct Action) nella sezione Encounters

### Premi della giuria internazionale
- Orso d'oro: Dahomey di Mati Diop
- Orso d'argento, gran premio della giuria: Una viaggiatrice a Seoul (Yeohaengja-ui pir-yo) di Hong Sang-soo
- Orso d'argento, premio della giuria: L'impero (L'Empire) di Bruno Dumont
- Orso d'argento per il miglior regista: Nelson Carlos De Los Santos Arias per Pepe
- Orso d'argento per la miglior interpretazione da protagonista: Sebastian Stan per A Different Man di Aaron Schimberg
- Orso d'argento per la miglior interpretazione da non protagonista: Emily Watson per Small Things Like These di Tim Mielants
- Orso d'argento per la migliore sceneggiatura: Matthias Glasner per Sterben
- Orso d'argento per il miglior contributo artistico: Martin Gschlacht per la fotografia di Des Teufels Bad di Veronika Franz e Severin Fiala

### Premi della giuria "Encounters"
- Miglior film: Direct Action di Guillaume Cailleau e Ben Russell
- Premio speciale della giuria: ex aequo Khamyazeye bozorg di Aliyar Rasti e Kong fang jian li de nv ren di Qiu Yang
- Miglior regista: Juliana Rojas per Cidade; Campo

### Premi della giuria "Opera prima"
- Migliore opera prima: Cu Li Không Bao Giờ Khóc di Phạm Ngọc Lân

### Premi della giuria "Documentari"
- Miglior documentario: No Other Land di Basel Adra, Hamdan Ballal, Yuval Abraham e Rachel Szor
- Menzione speciale: Direct Action di Guillaume Cailleau e Ben Russell

### Premi della giuria "Cortometraggi"
- Orso d'oro per il miglior cortometraggio: Un movimiento extraño di Francisco Lezama
- Orso d'argento, premio della giuria: Re tian wu hou di Wenqian Zhang
- Menzione speciale: That's All From Me di Eva Könnemann
- Cortometraggio candidato agli European Film Awards: That's All From Me di Eva Könnemann

### Premi onorari
- Orso d'oro alla carriera: Martin Scorsese
- Berlinale Kamera: Edgar Reitz

### Premi delle giurie "Generation"

#### Kinderjury Generation Kplus
- Orso di cristallo: It's Okay! di Kim Hye-young
- Menzione speciale: Young Hearts di Anthony Schatteman
- Orso di cristallo per il miglior cortometraggio: Papillon di Florence Miailhe
- Menzione speciale: Sukoun di Dina Naser

#### Generation Kplus International Jury
- Grand Prix per il miglior lungometraggio: Reinas di Klaudia Reynicke
- Menzioni speciali: Raíz (Through Rocks and Clouds) di Franco García Becerra
- Special Prize per il miglior cortometraggio: A Summer's End Poem di Lam Can-zhao
- Menzione speciale: Uli di Mariana Gil Ríos

#### Jugendjury Generation 14plus
- Orso di cristallo: Last Swim di Sasha Nathwani
- Menzione speciale: Kai Shi De Qiang di Qu Youjia
- Orso di cristallo per il miglior cortometraggio: Cura sana di Lucía G. Romero
- Menzione speciale: Lapso di Caroline Cavalcanti

#### Generation 14plus International Jury
- Grand Prix per il miglior lungometraggio: Comme le feu di Philippe Lesage
- Menzione speciale: Maydegol di Sarvnaz Alambeigi]
- Special Prize per il miglior cortometraggio: Un pájaro voló di Leinad Pájaro De la Hoz
- Menzioni speciali: Songs of Love and Hate di Saurav Ghimire

### Premi delle giurie indipendenti
- Premio della giuria ecumenica
- Concorso: Il mio giardino persiano di Maryam Moghaddam e Behtash Sanaeeha
- Panorama: Sex di Dag Johan Haugerud
- Forum: Marijas klusums di Dāvis Sīmanis
Menzione speciale: Intercepted di Oksana Karpovych
- Premio FIPRESCI
- Concorso: Il mio giardino persiano di Maryam Moghaddam e Behtash Sanaeeha
- Encounters: Dormir de olhos abertos di Nele Wohlatz
- Panorama: Faruk di Aslı Özge
- Forum: The Human Hibernation di Anna Cornudella Castro
- Guild Film Prize: Sterben di Matthias Glasner
- Premio CICAE Art Cinema
- Panorama: Sex di Dag Johan Haugerud
- Forum: Shahid di Narges Kalhor
- Label Europa Cinemas: Sex di Dag Johan Haugerud
- Premio Caligari: Shahid di Narges Kalhor
- Peace Film Prize: Favoriten di Ruth Beckermann
- Amnesty International Film Award: The Stranger's Case di Brandt Andersen
- Premio Heiner Carow: Ivo di Eva Trobisch
- Premio Compass-Perspektive:
- AG Kino Gilde 14plus: Last Swim di Sasha Nathwani
Menzione d'onore: Disco Afrika: une histoire malgache di Luck Razanajaona
- Teddy Award
- Miglior lungometraggio: All Shall Be Well di Ray Yeung
- Miglior documentario: Teaches of Peaches di Philipp Fussenegger e Judy Landkammer
- Miglior cortometraggio: Grandmamauntsistercat di Zuza Banasińska
- Premio della giuria: Crossing di Levan Akin
- Premio speciale: Lothar Lambert

### Premi del pubblico e dei lettori
- Panorama Audience Award
- Film: Memorias de un cuerpo que arde di Antonella Sudasassi Furniss[15]
- Documentari: No Other Land di Basel Adra, Hamdan Ballal, Yuval Abraham e Rachel Szor[16]
- Premio dei lettori della Berliner Morgenpost: Sterben di Matthias Glasner
- Premio dei lettori di Der Tagesspiegel: Une famille di Christine Angot